# Мортилье, Габриель де
Луи Лоран Габриель де Мортилье (фр. Louis Laurent Gabriel de Mortillet; 29 августа 1821[…], Мелан — 25 сентября 1898[…], Сен-Жермен-ан-Ле) — французский антрополог и археолог, один из основоположников современной научной археологии, создатель классификации каменного века; также считается одним из основателей французской школы антропологии.
«Труды Мортилье и других передовых учёных доказали беспочвенность церковной легенды о „сотворении“ человека 6 тыс. лет назад и воссоздали картину каменного века в истории человечества».

## Биография
Родился в Мелане. Получил образование в иезуитском коллеже Шамбери и в Парижской консерватории. По образованию — инженер-геолог. С 1847 года — владелец «La Revue independante». Участник революции 1848 года, соратник Пьера Жозефа Прудона. После разгрома в 1849 году радикально-демократического движения был приговорён к двум годам тюрьмы и бежал в Женеву, где у него родился сын, также археолог — Адриан, затем поселился в Пьемонте (в Савойе).
До того Мортилье занимался естественной историей, преимущественно конхиологией, в особенности наземными и пресноводными слизняками. В эмиграции взялся за составление геологической карты Савойи, оставшейся неизданной, а также работал на сооружении Ломбардо-Венетской железной дороги. Открытие в это время (1854) в Швейцарии свайных поселений привлекло его внимание к первобытной археологии. В 1858 году он исследовал остатки свайных поселений.
Вернувшись в 1864 году во Францию по амнистии, поступил на службу в Сен-Жерменский музей, где организовал отдел доисторических древностей (Мортилье возглавлял этот отдел до 1885 года, когда был избран депутатом Национального собрания). В 1864 году он основал первый археологический журнал «Matériaux pour l’histoire naturelle et primitive de l’homme» («Материалы по первобытной истории человека»); четыре года редактировал его и поместил много своих статей и заметок по доисторической археологии. В 1865 году, на съезде Итальянского общества естествоиспытателей в Специи, Мортилье предложил основать международные конгрессы антропологии и доисторической археологии; в 1867 году состоялся первый конгресс в Париже. Вместе с Полем Брокой стоял у истоков французской антропологической школы.
С 1875 года он — профессор доисторической истории в Антропологической школе.
Умер в Сен-Жермен-ан-Ле, мэром которого был долгое время.

## Периодизация Мортилье
Как и большинство своих современников, Мортилье, бывший сторонником дарвинизма и антиклерикалом, переносил в археологию естественнонаучные, прежде всего эволюционные, представления, рассматривая существующие формы орудий как плоды последовательной и единой линии эволюции от зари истории до наших дней, и распространяя на археологию геологическую систему периодов, или эпох, характеризуемых определённым набором ископаемых типов (подход, отброшенный с появлением понятия археологической культуры). Главная заслуга Мортилье в том, что он первый предложил классификацию каменного века, основанную на самом археологическом материале (форме и типах орудий), тогда как ранее классификация основывалась на сопутствующем палеонтологическом материале.
Согласно системе, сложившейся к 1869 году, Мортилье разделил каменный век на семь эпох, названных по памятникам, где диагностический материал представлен лучше всего:
- тенэйская (эолиты, в настоящее время в расчёт не принимаются),
- шелльская,
- мустьерская,
- ориньякская,
- солютрейская,
- Мадленская
- Робенгаузенская (неолитическая, получила название от озёрного поселения).

С рядом уточнений эта классификация была принята повсеместно и сохранила значение в европейской терминологии до настоящего времени.